# Tunnel Spering
Der Tunnel Spering ist ein ca. 3 km langer, zweiröhriger Autobahntunnel auf der Pyhrn Autobahn A9 in Oberösterreich (Bezirk Kirchdorf/Krems). Er wurde aus Kostengründen zunächst nur im Halbausbau errichtet und ist nach Fertigstellung der zweiten Röhre und Sanierung der ersten seit 19. Dezember 2018 zweiröhrig befahrbar.

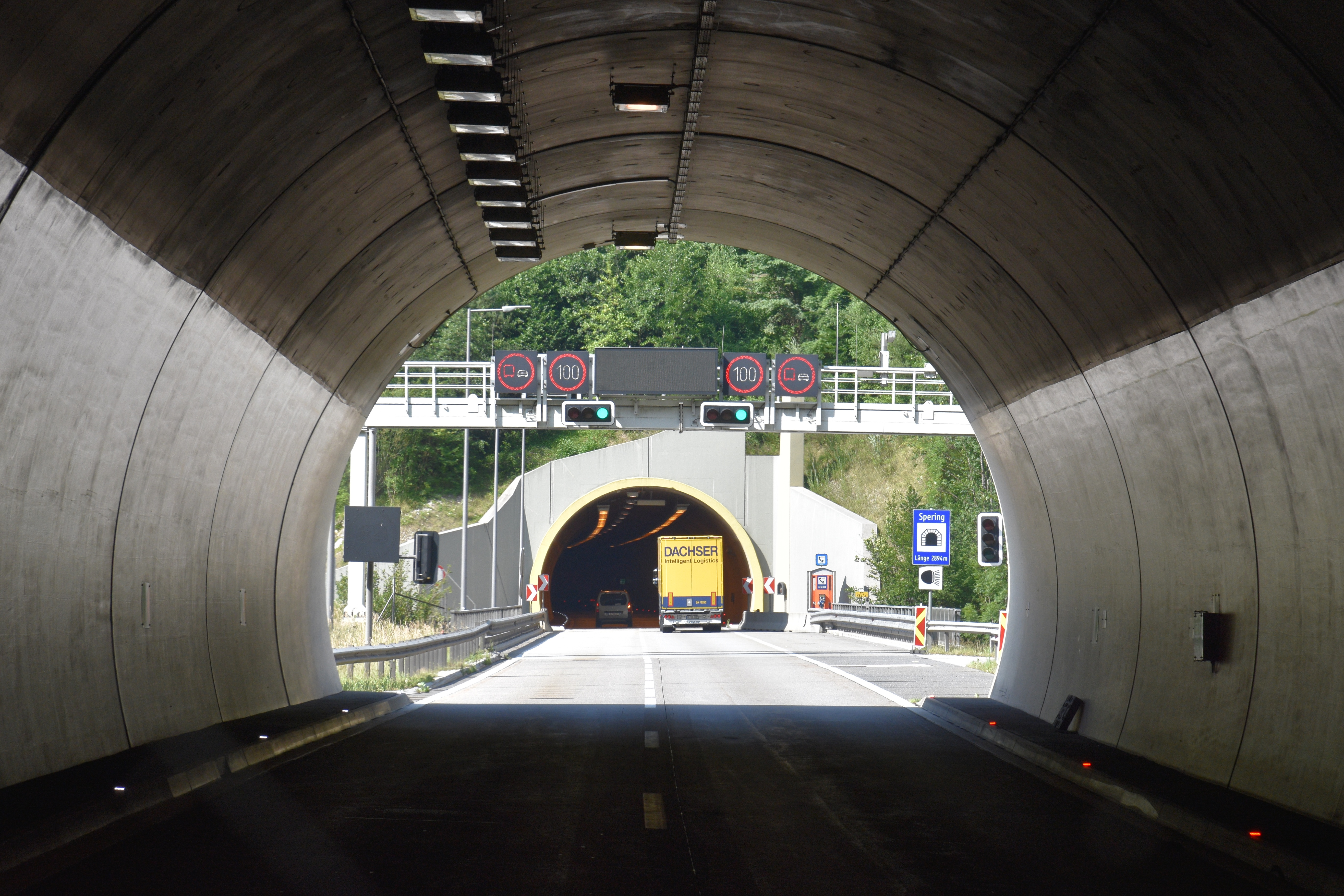
Tunnel Spering

Der Vollausbau der gesamten Tunnelkette Klaus (bestehend aus vier Tunneln: Klauser Tunnel, Tunnel Spering, Traunfried Tunnel und Falkenstein Tunnel) hat Ende 2013 mit der Errichtung von Brückenobjekten begonnen, die zweiten Tunnelröhren wurden zwischen 2014 und 2017 gebaut. Von September 2017 bis 18. Dezember 2018 wurde die bestehende Röhre Richtung Spielfeld saniert. Der Verkehr lief einspurig im Gegenverkehr durch die neue Röhre.